# 1996 en Lorraine
Chronologie de la Lorraine
- 1992
- 1993
- 1994
- 1995
- 1996
- 1997
- 1998
- 1999
- 2000

Cette page est une liste d'événements qui se sont produits durant l'année 1996 et qui concernent la Lorraine.

## Événements

Metz Handball logo de 2014.

- Arrêt des activités des abattoirs de Nancy, situés boulevard d'Austrasie. L'activité est transférée dans la ZAC d'Épinal-Mirecourt[1].
- Fondation de ZF Fonderie Lorraine à Grosbliederstroff[2].
- Fondation de la société Pharmagest Interactive.
- Victoire du FC Metz en Coupe de la Ligue face à l'Olympique lyonnais aux tirs au but (0-0).
- L'ASPTT Metz remporte le titre national de handball féminin.
- Le Loup-garou de Paris est en partie tourné à Metz.
- Création des groupes musicaux :  
  - Flying Donuts, groupe de punk rock français, originaire d'Épinal. Il est l'un des plus importants de la scène indépendante française.
  - Les Amis d'ta femme (ADTF), groupe français de rock alternatif originaire de Nancy, fondé par David Vincent dit Le DâV, François Colson dit Frankoua Frankoué, et Guillaume Oesterlé. Cyril Battaini dit Vatlavé Kraspek les rejoindra plus tard au cours d'une tournée a Mulhouse. Guillaume quittera le groupe quelques semaines plus tard pour raisons personnelles[3].
- Création de Masnada, groupe de nu metal français, originaire de Jarny, en Meurthe-et-Moselle. Le groupe compte deux albums studio, un album live, et un EP.
- L'AOC est décernée au Miel de sapin des Vosges[4].
- Premier festival Renaissances à Bar-le-Duc, un des plus importants festivals de théâtre de rue de France[4].

- 1 février : 
  - création du Pôle Européen de Développement, espace économique, industriel et commercial inter-frontalier situé autour des « 3 frontières » entre la Belgique, la France et le Grand-Duché de Luxembourg, où des partenariats et des objectifs communs sont mis en œuvre entre les différentes autorités (communes, départements, provinces, cantons etc.) afin d'attirer des investisseurs et de nouveaux projets dans le but de redresser l'économie de ce bassin industriel après la crise de la sidérurgie dans le bassin lorrain, qui fut une catastrophe économique et sociale dans cette région.
  - Création de l’agglomération transfrontalière du pôle européen de développement, agglomération urbaine transfrontalière[5].
- 11 au 12 mai : Sylvain Polo et Gilles Mondésir remportent le Rallye de Lorraine sur une Renault Mégane[6].Benoît Rousselot et Pierre Guérin remportent le Rallye de Lorraine sur une Ford Escort[6].
- 12 juin : l'Indication géographique protégée est décernée à la Mirabelle de Lorraine[4].
- 18 juin : début du tournage de Le Loup-garou de Paris (An American Werewolf in Paris), film franco-américano-britannico-néerlando-luxembourgeois réalisé par Anthony Waller, partiellement tourné à Metz[7].
- Août 1996 : Sarah Harig est élue reine de la mirabelle[8].
- 25 septembre : Bernadette Malgorn, première préfète de région de France prend ses fonctions[4].
- 3, 4, 5 et 6 octobre : Festival international de géographie, à Saint-Dié-des-Vosges, sur le thème : Terres d'exclusions, terres d'espérances.
- 14 octobre : Auboué ainsi que d'autres communes du pays haut vivent les premiers affaissements miniers[4].

## Inscriptions ou classements aux titre des monuments historiques

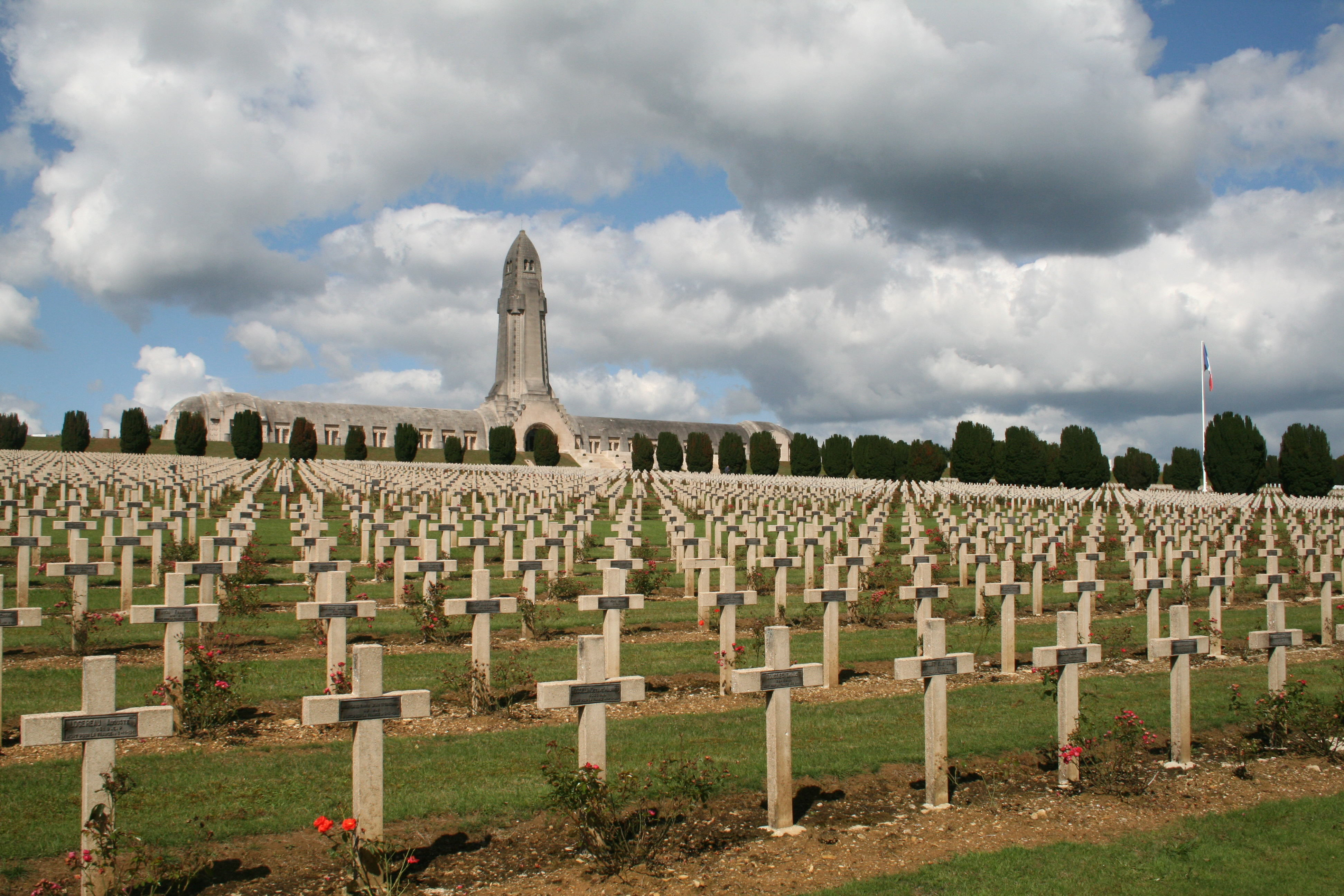
Ossuaire et cimetière de Douaumont

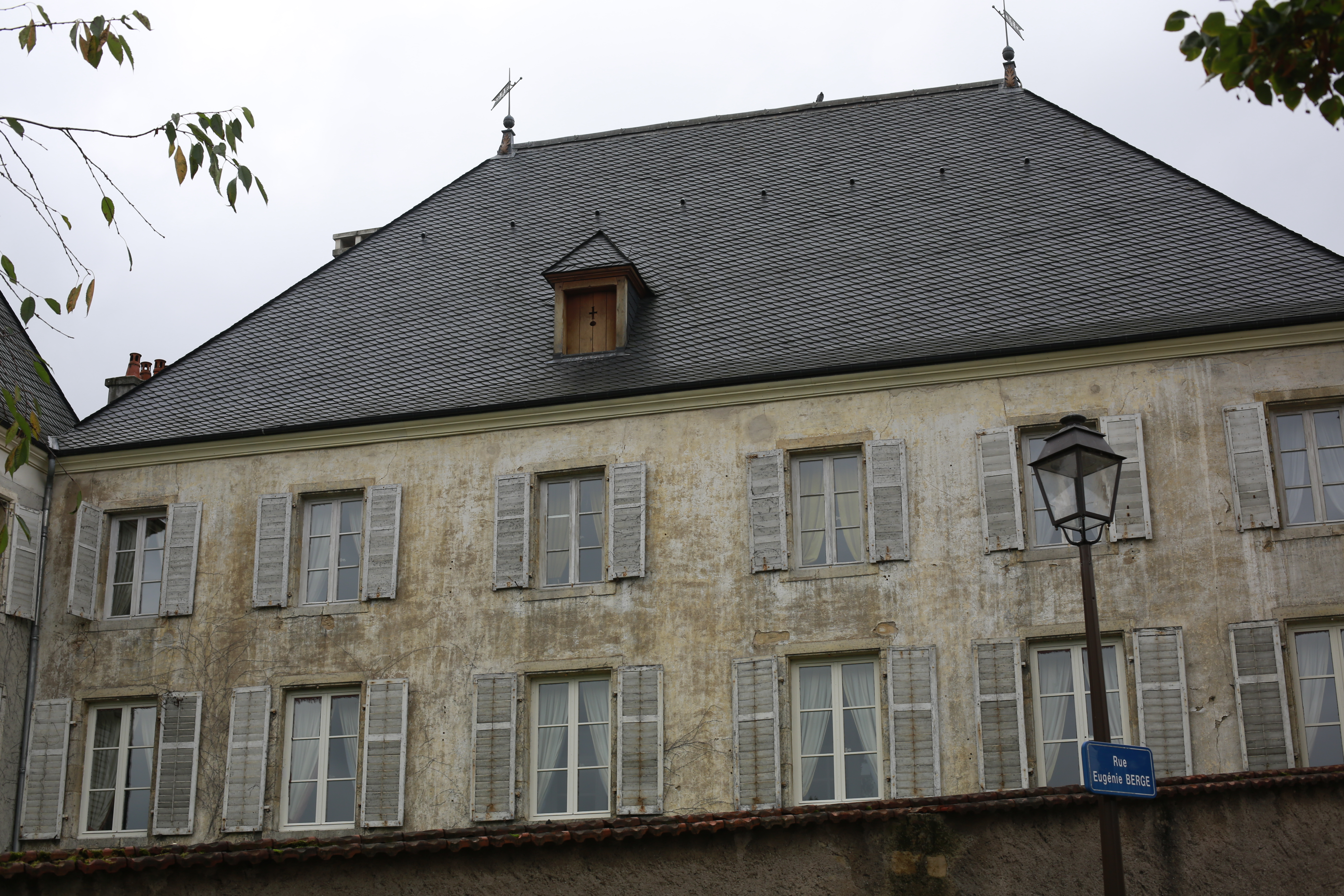
Vandœuvre-lès-Nancy - Château Anthoine.

- En Meurthe et Moselle :  Maison Gaudin à Nancy[9]; Immeuble Weissenburger à Nancy[10]; Château de Gerbéviller[11]; Château de Jaulny[12]; Château Anthoine[13]; Immeuble Lombard à Nancy[14]; Immeuble Bergeret à Nancy[15]; Villa Majorelle à Nancy[16]; Chambre de commerce et d'industrie de meurthe-et-moselle à Nancy[17]; Immeuble du Crédit lyonnais de Nancy[18]; Synagogue de Toul[19]

- En Meuse : Château des Monthairons[20];

- En Moselle : Château d'Arry (Moselle)[21]; Château Lasalle[22]; Chapelle Sainte-Vérène d'Enchenberg[23]; Verrerie de Meisenthal[24]

- Dans les Vosges :  Statue du Volontaire de 1792[25]

## Naissances

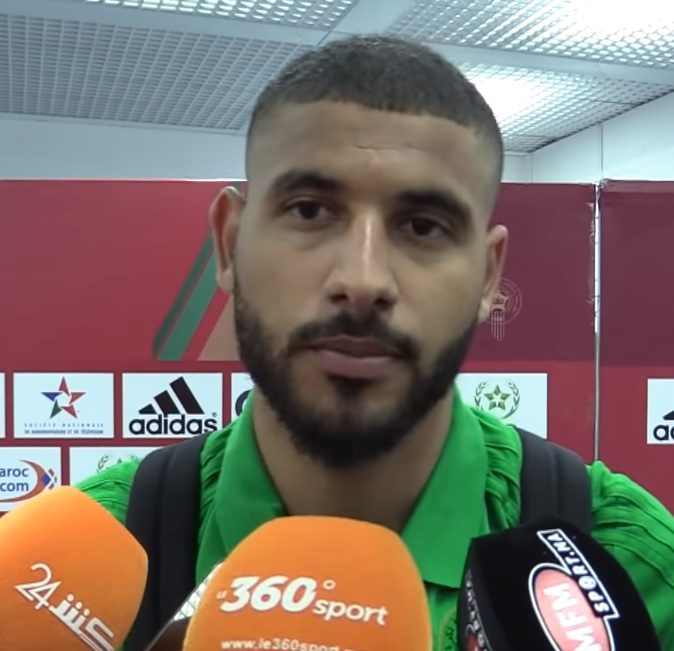
Youssef Aït Benasser

- 2 janvier à Sarreguemines : Muhammed Çil dit MRC[26],[27], rappeur français d'origine turque.
- 24 février à Épinal : Rayane Bouhanni, coureur cycliste français des années 2010. Il est le frère cadet du champion de France 2012, Nacer Bouhanni.
- 20 mars :
  - à Metz : Matthieu Udol, footballeur français qui joue au poste d'arrière gauche au FC Metz.
  - à Thionville : Yann Schrub, athlète français, spécialiste des courses de demi-fond.
- 23 mars à Remiremont : Delphine Claudel, fondeuse française. Elle est spécialiste des courses de distance. Elle est le 8 janvier 2023, la première skieuse de fond de son pays à remporter une épreuve de la Coupe du monde.
- 30 mars :
  - à Metz : Jeanne Lehair, triathlète française. Nationalité sportive qu'elle représente au niveau international jusqu'en 2021, pour ensuite concourir avec la nationalité luxembourgeoise. Elle est notamment sacrée championne du monde en relais mixte en 2015 avec l'équipe de France et championne d'Europe en 2023 sur courte distance.
  - à Verdun : Camille Juillet, rameuse d'aviron française.
- 7 juillet, Toul : Youssef Aït Bennasser, footballeur international marocain.
- 7 août à Thionville : Gauthier Hein, footballeur français qui joue au poste de milieu de terrain à l'AJ Auxerre.
- 19 septembre à Saint-Avold : Umut Bozok, footballeur international turc qui joue au poste d'avant-centre au Trabzonspor.
- 8 octobre à Saint-Avold : Zachary Marvin Hadji, footballeur franco-marocain évoluant au poste d'attaquant au Fola Esch.
- 9 octobre à Metz : Étienne Ory, joueur français de basket-ball.

## Décès
- 10 septembre à Nancy (Meurthe-et-Moselle) : Charles Metzinger, né le 13 août 1929 à Freyming (Moselle), homme politique français.

- 21 juillet à Vandœuvre-lès-Nancy (Meurthe-et-Moselle) : Richard Pouille, né le 15 août 1921 à Mance (Meurthe-et-Moselle), homme politique français.

- 25 août à Metz : Henri Tribout de Morembert (1912-1996), érudit lorrain. Conservateur du patrimoine, il a été président de l'Académie de Metz et de la Société d'histoire et d'archéologie de la Lorraine.